# ククタ

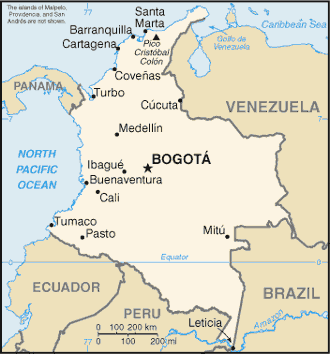

ククタ（スペイン語: Cúcuta）はコロンビア北部の都市である。ノルテ・デ・サンタンデール県の県都。人口は約77万人（2018年）。
ベネズエラ国境の街で、首都ボゴタとベネズエラの首都カラカスを結ぶパンアメリカンハイウェイの支線の中継地点。

## 地理
標高313メートル。熱帯サバナ気候で、1日の平均気温は年間を通じ26～28度C、4・9・10月に降水量が多い。

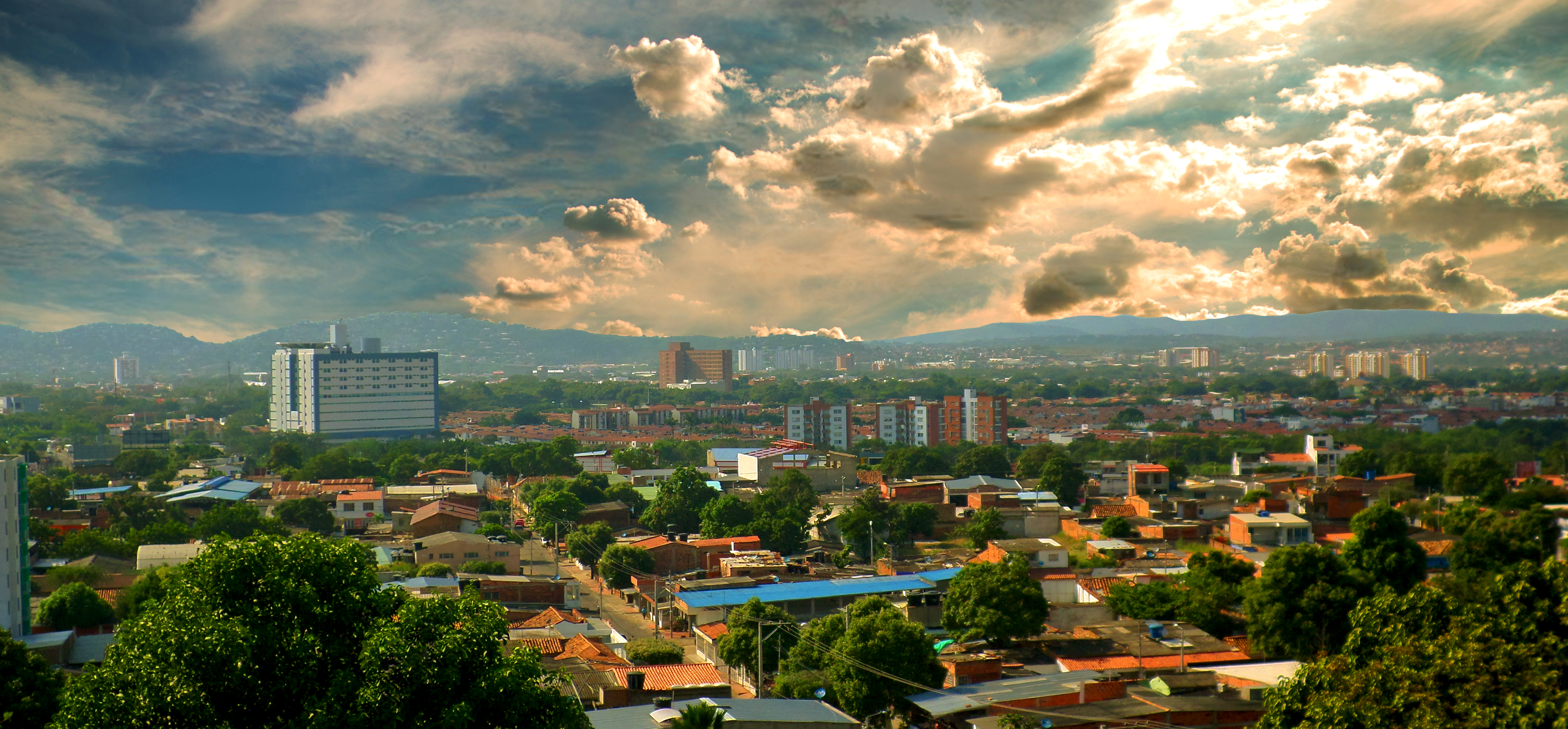

## 歴史
1820年5月、この地のククタ議会で憲法制定議会が開催され、8月30日にグラン・コロンビア共和国憲法が成立した。1875年、大地震によって街が崩壊したが、その後再建された。

## 交通
- カミーロ・ダサ国際空港
- コロンビアハイウェイ71号線

## スポーツ
- ククタ・デポルティーボFC - ククタを本拠地とするサッカークラブ